# 앤 듀덱
앤 듀덱(Anne Dudek, 1975년 3월 22일 ~ )은 미국의 배우이다.

## 출연 작품
- 하우스 바이 더 레이크 (2017)
- 더 굿 네이버 (2016)
- 미들 맨 (2016)
- 코버트 어페어즈 4 (2013)
- 매드 맨 6 (2013)
- 죽음의 그림자 (2012)
- 코버트 어페어즈 3 (2012)
- 매드 맨 5 (2012)
- 코버트 어페어즈 1 (2010)
- 매드 맨 3 (2009)
- 매드 맨 2 (2008)
- 매드 맨 1 (2007)
- 파크 (2006)
- 빅 러브 (2006)
- 텐 아이템 오어 레스 (2006)
- 내가 그녀를 만났을 때 1 (2005)
- 본즈 1 (2005)
- 하우스 M.D. (2004)
- 화이트 칙스 (2004)
- 휴먼 스테인 (2003)
- 프렌즈 (1994)